# Limburgs Dagblad

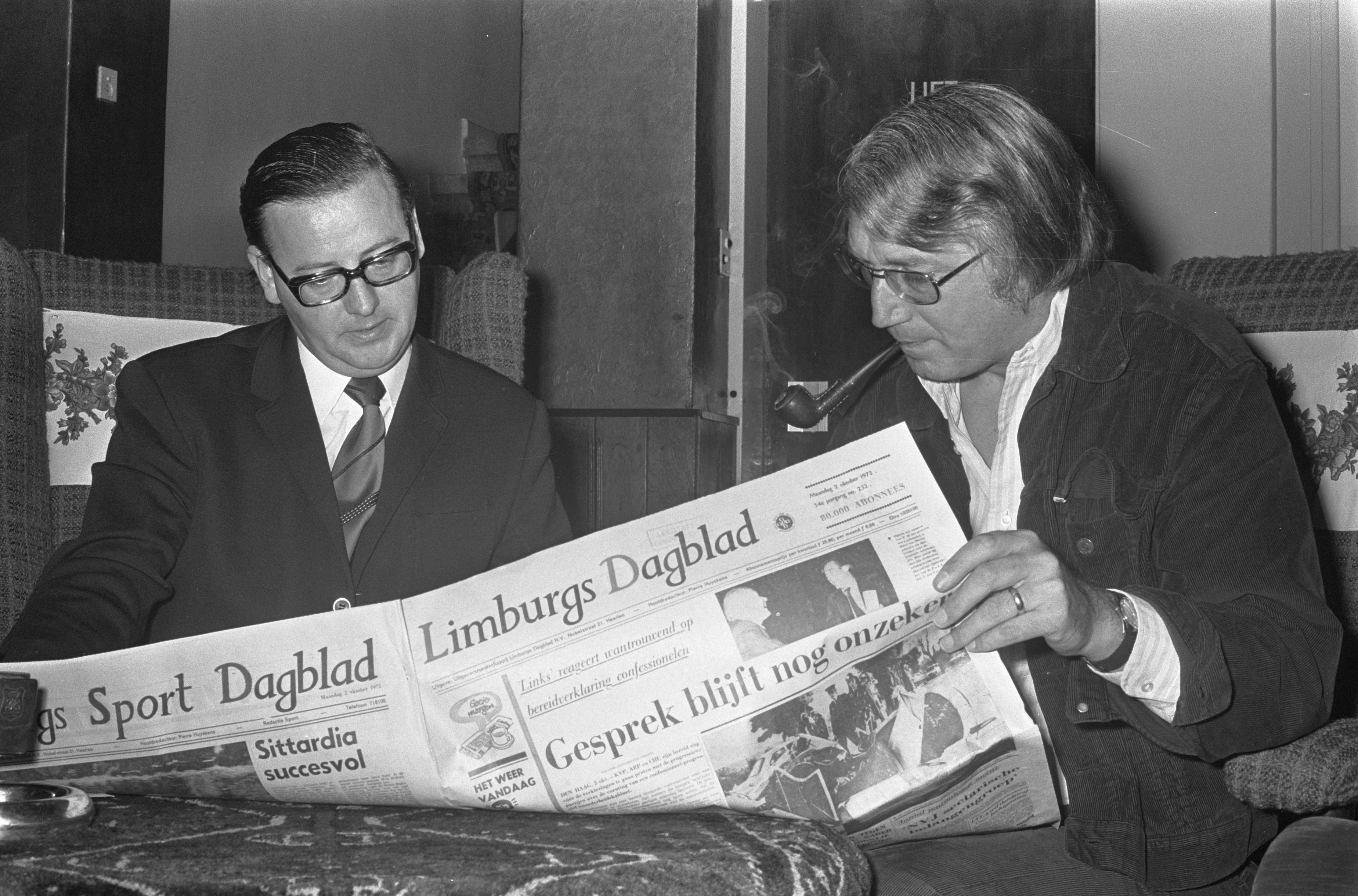
Limburgs Dagblad (1972)

Das Limburgs Dagblad war eine niederländische Regionalzeitung mit Redaktionssitz in Heerlen. Zum letzten Mal wurde die Zeitung am 29. Dezember 2017 in Parkstad zugestellt. Die Zeitung erschien montags bis samstags im Tabloid-Format. Herausgeber der Zeitung war der Verlag Media groep Limburg, der in Heerlen beheimatet war und bei dem auch das Dagblad De Limburger erschien. Die bezahlte Auflage betrug im ersten Quartal 2008 46.209 Exemplare. Chefredakteur ist Huub Paulissen.

## Geschichte
Die erste Ausgabe des Limburgs Dagblad (bis 1959: Limburgsch Dagblad) erschien am 26. Oktober 1918. Von Januar 1943 bis September 1944, während der deutschen Besatzung im Zweiten Weltkrieg, erschien die Zeitung nicht – damit entging sie einem vorläufigen Erscheinungsverbot nach dem Krieg, das für alle Zeitungen galt, die nach 1942 weitererschienen waren.
1972 wurde die Zeitung von der „De Telegraaf Holding“ übernommen, die dann später im Jahr 2000 zusätzlich den lokalen Konkurrenten Dagblad De Limburger erwarb und die beiden Zeitungen zum 1. Januar 2001 in der neuen Tochtergesellschaft „Media groep Limburg“ zusammenführte.
Im April 2006 erwarb das britische Medieninvestmentunternehmen „Mecom“ die „Media groep Limburg“ von der „De Telegraaf Holding“. Am 1. August des gleichen Jahres erhielten das Limburgs Dagblad und Dagblad De Limburger mit Huub Paulissen erstmals einen gemeinsamen Chefredakteur.
Am 29. Dezember 2017  erschien das Limburgs Dagblad zum letzten Mal, seit dem 30. Dezember wird nur noch der zuletzt schon inhaltsgleiche De Limburger gedruckt.

## Weblink
- Website der Zeitung (niederländisch)